# Gonosz

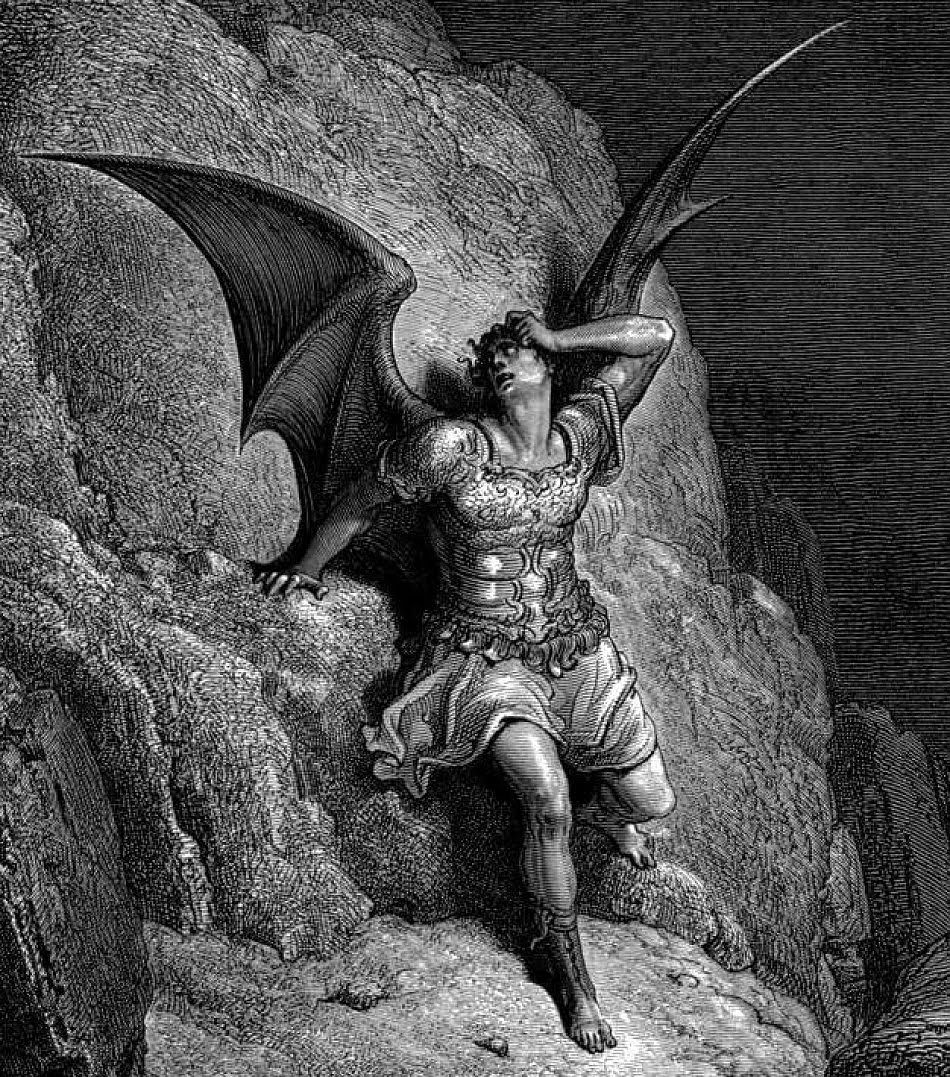
Az ábrahámi vallásokban Sátán a gonosz és a romlottság megszemélyesítő

A gonosz általános szóhasználatban a jó ellentéte. A szó azonban egy rendkívül tág fogalom, amelyről minden vallás mást gondol. A szó utalhat az "erkölcsi gonoszságra" (angolul: moral evil), amely a "gonosz" szó hagyományos jelentése (általában ember okozta gonoszság, például: háború, gyilkosság, nemi erőszakot) vagy a "természeti gonoszságra" (angolul natural evil), amelyekért nem az ember okolható, hanem természeti jelenségek vagy betegségek (például a ciklon vagy földrengés is ide tartoznak, mivel számtalan emberéletet követelnek, vagy a "nagyobb" betegségek, például a rák vagy a leukémia). A vallások a gonoszt általában a természetfeletti jelenségekhez kapcsolják. A fogalom meghatározása változó, mint ahogy a motivációja is. A gonosz fogalmához általában olyan érzelmeket társítanak, mint a düh, a bosszú, a tudatlanság, a gyűlölet, az önzés és a pusztítás.
A gonoszt általában a jó ellentétének tartják, melynek során a jó diadalmaskodik és a gonosz alulmarad. A buddhista vallás a jó és a gonosz kettősségét egy antagonisztikus (ellentétes) kettősségnek látja, amelyet az embernek túl kell lépnie, hogy a Nirvánába kerülhessen.
Carl Jung pszichológus "Isten sötét oldalaként" írta le a gonoszt.
A gonosz szimbólumának sokszor Adolf Hitlert tartják, akit több mint 40 millió ember haláláért tartanak felelősnek. A gonosz megtestesítőjének azonban a Sátánt tartják.
A gonosz egyik fajtája a "szükséges gonosz" (angolul necessary evil), amely a "két rossz közül válaszd azt, amelyik kevésbé rossz" elven alapul. Luther Márton szerint egy kis gonoszság időnként senkinek sem árt.
A gonoszság mértékegysége a Gloria. Jele: Glo Anton LaVey, a Sátán Egyháza alapítója szerint a gonosz valójában a jó.

## Etimológia
A magyar "gonosz" szó az ómagyar "gnusz" (utálatos, undorító) szóból származik. Az angol "evil" szó a középangol evel, ivel illetve uvel szavakból származik, illetve az óangol yfel szóból.